# Saison 4 de La France a un incroyable talent
Vous pouvez aider à l'améliorer ou bien discuter des problèmes sur sa page de discussion.
- Il n'est pas vérifiable et peut contenir des informations totalement erronées. Il est fortement conseillé aux contributeurs d'étayer son contenu par des sources fiables. Sans cela, sa suppression pourrait être envisagée. (si vous venez d'apposer le bandeau, veuillez cliquer sur ce lien pour créer la discussion et en afficher les indications). (Marqué depuis août 2024)
- Il peut contenir un travail inédit ou des déclarations non vérifiées. Vous pouvez l’améliorer en ajoutant des références. (Marqué depuis janvier 2022)

- Archive Wikiwix
- Bing
- Cairn
- DuckDuckGo
- E. Universalis
- Gallica
- Google
- G. Books
- G. News
- G. Scholar
- Persée
- Qwant
- (zh) Baidu
- (ru) Yandex
- (wd) trouver des œuvres sur Wikidata

Vous pouvez aider à l'améliorer ou bien discuter des problèmes sur sa page de discussion.
- Son admissibilité est à vérifier. Motif : Absence de sources, de références, TI. Données chiffrées sans références. Info doublonnant l'article principal. Saison ne se démarquant pas particulièrement.. Vous êtes invité à le compléter pour expliciter son admissibilité, en y apportant des sources secondaires de qualité. (Marqué depuis avril 2025)
- Il ne cite pas suffisamment ses sources. Vous pouvez indiquer les passages à sourcer avec {{référence nécessaire}} ou {{Référence souhaitée}}, et inclure les références utiles en les liant aux notes de bas de page. (Marqué depuis janvier 2022)
- Certaines de ses couleurs nuisent à son accessibilité et ne respectent pas la charte graphique. Les couleurs ne sont pas interdites, mais il est conseillé d'en faire un usage modéré qui respecte les normes d'accessibilité. (Marqué depuis août 2024)
- Son texte doit être wikifié : il ne correspond pas à la mise en forme Wikipédia (style, typographie, liens internes, liens entre les wikis, etc.). (Marqué depuis août 2024)

- Archive Wikiwix
- Bing
- Cairn
- DuckDuckGo
- E. Universalis
- Gallica
- Google
- G. Books
- G. News
- G. Scholar
- Persée
- Qwant
- (zh) Baidu
- (ru) Yandex
- (wd) trouver des œuvres sur Wikidata

La quatrième saison de La France a un incroyable talent, émission française de divertissement, a été diffusée sur M6 du 24 novembre 2009 au 30 décembre 2009.
Elle a été remportée par les Echos-liés.

## Présentateurs et jury
Cette saison a été présentée par Alex Goude et Sandrine Corman, en remplacement d'Alessandra Sublet, animatrice des trois précédentes saisons, partie sur France 5. La nouvelle émission La France a un incroyable talent, ça continue, est quant à elle présentée par Jérôme Anthony et Anthony Joubert, finaliste l'année passée.
Le jury était composé du producteur Gilbert Rozon, présent depuis la première saison, de l'actrice et réalisatrice Valérie Stroh, et du comédien et humoriste Smaïn.
Dans une interview accordée à PurePeople, Sophie Edelstein précisa qu'elle était en Chine pendant les auditions, et qu'elle a été gravement brûlée lors d'un numéro, ce qui lui a valu un arrêt maladie de deux mois.

## Gain
Les vainqueurs se verront remettre un chèque de 100 000 € et partiront en tournée mondiale pour assurer la première partie des spectacles d'Arturo Brachetti[Quand ?].

## Principe
Le format se décompose en sept émissions.
Durant les quatre premières, les auditions, les candidats se produisent devant le jury, qui, au terme du numéro, décident ou non de les laisser continuer l'aventure. À la fin de cette première phase, le jury sélectionne 24 artistes parmi ceux qu'il a plébiscité, qui passent alors en demi-finale.
Lors de ces demi-finales, les candidats sont répartis en 4 groupes de 6. Parmi eux, 10 finalistes sont choisis par le jury (6) et le vote du public (4). Lors de la finale, seul le public peut élire le vainqueur.

## Auditions
Les auditions se sont déroulées durant trois jours au palais des Arts et des Congrès, à Issy-les-Moulineaux du jeudi 27 au samedi 29 août 2009. Environ 140 concurrents ont pu présenter leur numéro devant le jury. Chaque juré dispose d'un buzzer, qu'il peut actionner à n'importe quel moment durant le numéro. Si chaque juré a appuyé sur son buzzer, la performance s'arrête nette. Après chaque prestation, chaque juré devait donner son avis sur ce qu'il venait de voir, et indiquer s'il souhaitait que l'artiste passe ou non au tour suivant (« oui » ou « non »), les candidats obtenant 2 ou 3 "oui" étant sélectionnés.
À l'issue de cette phase, 55 candidats avaient été choisis par le jury. Le nombre de places en demi-finales étant limité à 24, ils ont dû revoir leurs critères de sélection pour ne conserver que ce nombre d'artistes.
Les auditions ont été diffusées en 4 épisodes, du 24 novembre 2009 au 15 décembre 2009

## Demi-finales
Les deux demi-finales ont eu lieu en direct les 16 décembre 2009 et 23 décembre 2009.
Dans chaque émission, 12 participants étaient répartis en 2 groupes de 6. Dans chaque groupe, le public sélectionne un candidat pour la finale et le jury un autre, parmi les artistes ayant terminé deuxièmes et troisièmes. À la fin, le jury choisit un dernier candidat parmi tous les éliminés. Les jurés peuvent encore actionner leurs buzzers.
En rouge avec une croix sont symbolisés les buzzers des membres du jury. En vert, le choix du jury.

### Première demi-finale
Elle a eu lieu le 16 décembre 2009.

#### Candidats de la1redemi-finale
| Groupe 1 | Groupe 1       | Groupe 1           | Groupe 1              | Groupe 1              | Groupe 1              | Groupe 1                | Groupe 1 |
| Ordre    | Nom            | Numéro             | Buzz et Choix du Jury | Buzz et Choix du Jury | Buzz et Choix du Jury | Résultat                |          |
| Ordre    | Nom            | Numéro             | Gilbert               | Valérie               | Smaïn                 | Résultat                |          |
| -------- | -------------- | ------------------ | --------------------- | --------------------- | --------------------- | ----------------------- | -------- |
| 1        | Les Echos-liés | Dance Troupe       |                       |                       |                       | Choisi par le public    |          |
| 2        | Michaël        | Peintre de vitesse |                       |                       |                       | Éliminé                 |          |
| 3        | Isabelle       | Danseur            |                       |                       |                       | Éliminée                |          |
| 4        | Christèle      | Loi sur les chiens |                       |                       |                       | Non choisie par le jury |          |
| 5        | Agnieska       | Singer             |                       |                       |                       | Choisie par le jury     |          |
| 6        | Les Batuc'ados | Batucada           |                       |                       |                       | Éliminés                |          |

| Groupe 2 | Groupe 2              | Groupe 2         | Groupe 2              | Groupe 2              | Groupe 2              | Groupe 2               | Groupe 2 |
| Ordre    | Nom                   | Numéro           | Buzz et Choix du Jury | Buzz et Choix du Jury | Buzz et Choix du Jury | Résultat               |          |
| Ordre    | Nom                   | Numéro           | Gilbert               | Valérie               | Smaïn                 | Résultat               |          |
| -------- | --------------------- | ---------------- | --------------------- | --------------------- | --------------------- | ---------------------- | -------- |
| 1        | So United Crew        | Danse            |                       |                       |                       | Choisis par le public  |          |
| 2        | Mohamed Cheddadi      | Magie            |                       |                       |                       | Repêché par le jury    |          |
| 3        | Mélodie et Marjolaine | Danse/Chant      |                       |                       |                       | Éliminées              |          |
| 4        | Simon                 | Moto Acrobatique |                       |                       |                       | Non choisi par le jury |          |
| 5        | Franky Filing         | Ventriloquie     |                       |                       |                       | Éliminé                |          |
| 6        | Léa                   | Chant/Piano      |                       |                       |                       | Choisie par le jury    |          |

Les qualifiés sont donc Les Echos-liés, Agnieska, Les So United Crew et Léa. En fin d'émission, parmi les artistes non qualifiés, le jury décida de repêcher Mohammed Cheddadi.

### Seconde demi-finale
Elle a eu lieu le 23 décembre 2009.

#### Candidats de la2edemi-finale
| Groupe 1 | Groupe 1              | Groupe 1        | Groupe 1              | Groupe 1              | Groupe 1              | Groupe 1                | Groupe 1 |
| Ordre    | Nom                   | Numéro          | Buzz et Choix du Jury | Buzz et Choix du Jury | Buzz et Choix du Jury | Résultat                |          |
| Ordre    | Nom                   | Numéro          | Gilbert               | Valérie               | Smaïn                 | Résultat                |          |
| -------- | --------------------- | --------------- | --------------------- | --------------------- | --------------------- | ----------------------- | -------- |
| 1        | Secrets of Moonwalk   | Danse           |                       |                       |                       | Choisis par le public   |          |
| 2        | Lola                  | Chant/Guitare   |                       |                       |                       | Non choisie par le jury |          |
| 3        | Tao                   | Magie           |                       |                       |                       | Éliminé                 |          |
| 4        | Cie A Balles & Bulles | Jonglage        |                       |                       |                       | Éliminés                |          |
| 5        | Sabrina               | Contorsionniste |                       |                       |                       | Choisie par le jury     |          |
| 6        | Rachid                | Cracheur de feu |                       |                       |                       | Éliminé                 |          |

| Groupe 2 | Groupe 2        | Groupe 2              | Groupe 2              | Groupe 2              | Groupe 2              | Groupe 2                            | Groupe 2 |
| Ordre    | Nom             | Numéro                | Buzz et Choix du Jury | Buzz et Choix du Jury | Buzz et Choix du Jury | Résultat                            |          |
| Ordre    | Nom             | Numéro                | Gilbert               | Valérie               | Smaïn                 | Résultat                            |          |
| -------- | --------------- | --------------------- | --------------------- | --------------------- | --------------------- | ----------------------------------- | -------- |
| 1        | Skorpion        | Danse                 |                       |                       |                       | Choisi par le public                |          |
| 2        | Gwendal         | Chant                 |                       |                       |                       | Éliminé                             |          |
| 3        | Noémie et Fanny | Gymnastique rythmique |                       |                       |                       | Éliminées                           |          |
| 4        | Florian         | Magie                 |                       |                       |                       | Non choisi puis repêché par le jury |          |
| 5        | Othentik 59     | Danse                 |                       |                       |                       |                                     |          |
| 6        | Céline          | Chant lyrique         |                       |                       |                       | Choisie par le jury                 |          |

Les qualifiés sont donc Les Secrets of Moonwalk, Sabrina, Skorpion et Céline. En fin d'émission, parmi les artistes non qualifiés, le jury décida de repêcher Florian.

## Finale
La finale a eu lieu le 30 décembre 2009.
Les dix derniers candidats se produisent une dernière fois. Le public est maintenant seul à voter, et désignera le vainqueur. Le jury n'a plus qu'un avis consultatif, et ne peut plus buzzer.
| Ordre | Classement  | Nom                 | Numéro          |
| ----- | ----------- | ------------------- | --------------- |
| 1     | 5 {10,98 %} | So United Crew      | Danse           |
| 2     | 8 {5,37 %}  | Mohammed Cheddadi   | Magie           |
| 3     | 10 {3,10 %} | Sabrina             | Contorsionniste |
| 4     | 7 {5,78 %}  | Agnieska            | Chant           |
| 5     | 1 {21,16 %} | Les Echo-liés       | Danse/Comiques  |
| 6     | 2 {17,03 %} | Skorpion            | Danse           |
| 7     | 6 {7,21 %}  | Léa                 | Chant/Piano     |
| 8     | 3 {15,12 %} | Florian             | Magie           |
| 9     | 4 {11,23 %} | Céline              | Chant lyrique   |
| 10    | 9 {3,12 %}  | Secrets of Moonwalk | Danse           |

Les Echo-liés remportent donc cette édition de La France a un incroyable talent, ainsi qu'un chèque de 100 000 €, et le droit de partir en tournée mondiale avec Arturo Brachetti.

## Audimat

### La France a un incroyable talent
| Épisode | Jour et horaire de diffusion                             | Téléspectateurs en million(s) | Parts de marché (sur les 4 ans et plus) |
| ------- | -------------------------------------------------------- | ----------------------------- | --------------------------------------- |
| 1       | Mardi 24 novembre 2009 (auditions jour 1) (20:45-22:30)  | 3 100 000                     | 11,4 %                                  |
| 2       | Mardi 1er décembre 2009 (auditions jour 2) (20:40-22:30) | 3 300 000                     | 12,5 %                                  |
| 3       | Mardi 8 décembre 2009 (auditions jour 3) (20:45-22:30)   | 4 200 000                     | 15,6 %                                  |
| 4       | Mardi 15 décembre 2009 (auditions jour 4) (20:40-22:30)  | 3 400 000                     | 12,5 %                                  |
| 5       | Mercredi 16 décembre 2009 (1e demi-finale) (20:40-23:10) | 4 200 000                     | 18 %                                    |
| 6       | Mercredi 23 décembre 2009 (2e demi-finale) (20:40-23:15) | 3 800 000                     | 17 %                                    |
| 7       | Mercredi 30 décembre 2009 (finale) (20:40-23:00)         | 3 700 000                     | 16 %                                    |

Légende :
En fond vert = Les plus hauts chiffres d'audiences
En fond rouge = Les plus bas chiffres d'audiences

### La France a un incroyable talent, ça continue
| Épisode | Jour et horaire de diffusion            | Téléspectateurs en million(s) | Parts de marché (sur les 4 ans et plus) |
| ------- | --------------------------------------- | ----------------------------- | --------------------------------------- |
| 1       | Mardi 24 novembre 2009 (22:30-23:40)    | 2 600 000                     | 16,2 %                                  |
| 2       | Mardi 1er décembre 2009 (22:30-23:40)   | 2 300 000                     | 14,4 %                                  |
| 3       | Mardi 8 décembre 2009 (22:30-23:40)     | 3 700 000                     | 24,3 %                                  |
| 4       | Mardi 15 décembre 2009 (22:30-23:25)    | 2 700 000                     | 16,4 %                                  |
| 5       | Mercredi 16 décembre 2009 (23:10-00:20) | 1 400 000                     | 12,5 %                                  |
| 6       | Mercredi 23 décembre 2009 (23:15-00:00) | 2 000 000                     | 17,6 %                                  |
| 7       | Mercredi 30 décembre 2009 (23:00-23:40) | 1 900 000                     | 13 %                                    |

Légende :
En fond vert = Les plus hauts chiffres d'audiences
En fond rouge = Les plus bas chiffres d'audiences

## L'aprèsIncroyable talent
Le soir de la finale, Gilbert Rozon a annoncé qu'il invitait tous les artistes de la finale, ainsi que Lola, à participer le 26 janvier 2010 à une soirée à Bobino, animée par les Echo-liés, en présence de plusieurs producteurs du monde du spectacle.